# Água de Pau
Pour les articles homonymes, voir Agua.
L'Água de Pau, parfois aussi appelé Fogo, est un stratovolcan situé au centre de l'île Sao Miguel dans l'archipel des Açores. Son altitude est de 947 mètres au niveau du Pico da Barrosa. Sa dernière éruption remonte à 1564.

## Présentation
Ses flancs, surtout au Nord, sont recouverts d'une multitude de volcans monogéniques : dômes trachytiques et cônes de scories.
L'émersion de l'Água de Pau date d'environ 200 000 ans. Il s'agirait d'un volcanisme de point chaud situé sur un point triple où trois plaques tectoniques se rencontrent : la plaque nord-américaine, la plaque eurasienne et la plaque africaine. Le magma parental serait donc de type basalte alcalin, saturé en silice et aurait donné naissance, après différenciation, aux trachytes de l'Água de Pau.

## Histoire éruptive
Depuis environ 45 000 ans, ce volcan a été le siège de plusieurs éruptions de type plinien, provoquant l'apparition de caldeiras au Pléistocène :
- la caldeira externe (4 × 7 km), dont l'apparition remonte à 45 000 ou 35 000 ans ;
- la caldeira interne (2,5 × 3 km), créée il y a environ 15 000 ans, dont les parois intérieures atteignent par endroits 300 mètres de profondeur et dont le centre est partiellement empli par un lac de caldeira : la Lagoa do Fogo.

Au cours de 5 000 dernières années, sept éruptions très explosives se sont produites dans la zone sommitale, dont la célèbre éruption dite du Fogo A datée de 4640 av. J.-C. (Holocène). Cette éruption fut la plus importante connue dans l'archipel des Açores, produisit 3,2 km3 de ponces et fut à l'origine de coulées pyroclastiques et de lahars.
L'éruption de 1563 eut lieu au niveau de la bouche du Cerro Queimado, sur le flanc nord-ouest de la caldeira. Cette éruption, initialement de type plinien puis productrice de lave de type trachyte, causa des dégâts essentiellement matériels.
L'éruption de 1564 eut lieu près du Lagoa do Fogo. Il est possible que ce ne fut qu'une éruption phréatique.
Le volcanisme se manifeste en particulier par des sources d'eaux chaudes sur le flanc nord-ouest, dont les Caldeiras da Ribeira Grande et Caldeira Velha. Elle permettent notamment l'exploitation de thermes et la production d'énergie géothermique.